# Escorca

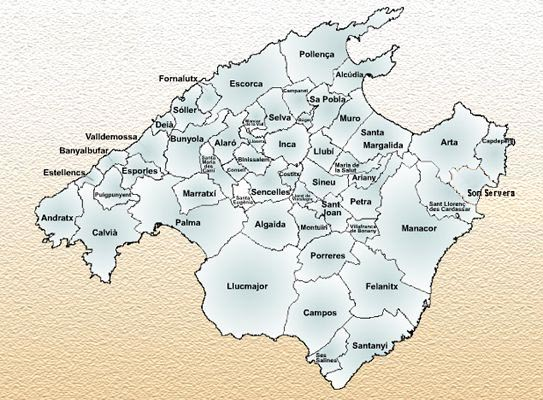

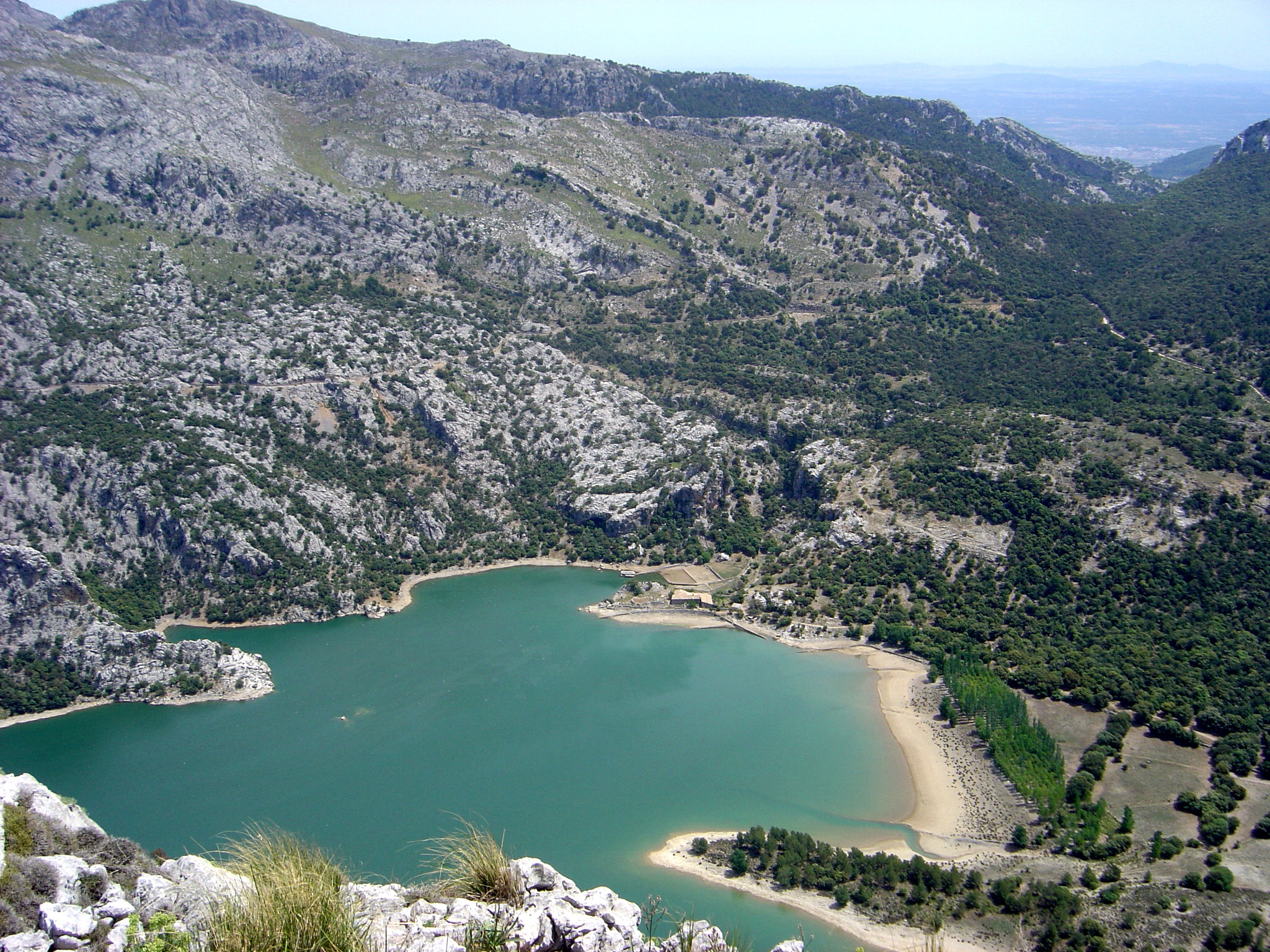
Blue Gorge

Escorca là một đô thị trên đảo Mallorca, thuộc quần đảo Baleares, Tây Ban Nha.

## Các đồi

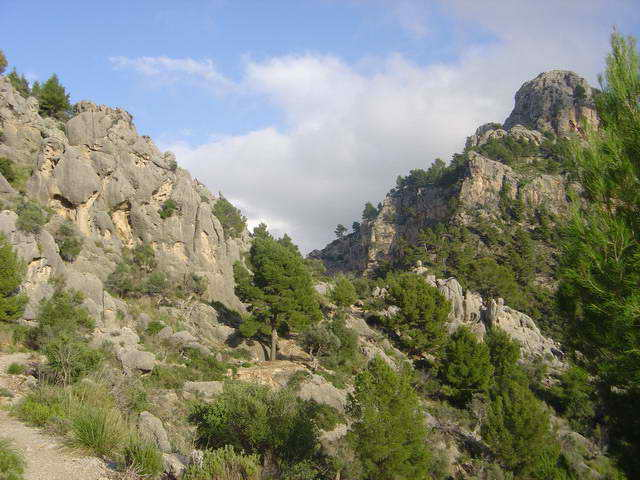
Coll de Biniamar

- Puig Major (1445 m)
- Puig de Massanella (1364 m)
- Puig Tomir (1102 m)
- Puig Roig (1003 m)